# Jake T. Austin
Jake T. Austin geboren als Jake Toranzo Austin Szymanski (New York, 3 december 1994), is een Amerikaans acteur. Hij is vooral bekend geworden door zijn rol als Max Russo in de Disneyserie Wizards of Waverly Place en van zijn stemrol als Diego in de kinderserie Go, Diego, Go.

## Privé
Austin is de zoon van Giny en Joey Szymanski. Hij heeft een jongere zus, Ava. Hij heeft huizen in New York en Los Angeles.

## Carrière
Austin sprak de stem in van Diego, de hoofdfiguur van de kinderserie Go, Diego, Go!. Die  wordt uitgezonden op Nick Jr. Hij speelde Max Russo in de Disneyserie Wizards Of Waverly Place. Hij zorgde ook voor de stem van de films The Ant Bully en Everyone's Hero en verscheen in de Disneyfilm Johnny Kapahala: Back on Board. Hij verscheen in The Perfect Game: Hotel for Dogs; en de Disneyfilm Wizards of Waverly Place: The Movie. In februari 2010 had Austin een gastrol in Suite Life on Deck. Hij speelde ook in de film New Years Eve .

## Films en televisieseries

### Films
| Jaar | Film                                | Rol              | Notities |
| ---- | ----------------------------------- | ---------------- | -------- |
| 2006 | The Ant Bully                       | Nicky            | Stem     |
| 2006 | Everyone's Hero                     | Yankee Irving    | Stem     |
| 2006 | A.K.A.                              | CJ               | Tv Film  |
| 2007 | Johnny Kapahala: Back on Board      | Chris            | Tv Film  |
| 2009 | Wizards of Waverly Place: The Movie | Max Russo        | Tv Film  |
| 2009 | Hotel for Dogs                      | Bruce            |          |
| 2010 | The Perfect Game                    | Angel Macias     |          |
| 2011 | Rio                                 | Fernando         | Stem     |
| 2011 | New Year's Eve                      | Seth             |          |
| 2013 | Khumba                              | Khumba           | Stem     |
| 2013 | Tom Sawyer & Huckleberry Finn       | Huckleberry Finn |          |
| 2014 | Rio 2                               | Fernando         | Stem     |

### Televisie
| Jaar      | Serie                             | Rol             | Notities                                         |
| --------- | --------------------------------- | --------------- | ------------------------------------------------ |
| 2003      | Late Show with David Letterman    | Kid 1698        |                                                  |
| 2004      | Dora the Explorer                 | Diego           | Stem                                             |
| 2005-2008 | Go, Diego, Go!                    | Diego           | Stem                                             |
| 2005      | Merry F#%$in' Christmas           | Diverse stemmen | Tv Special                                       |
| 2007-2011 | Wizards of Waverly Place          | Max Russo       |                                                  |
| 2008      | Happy Monster Band                | Bluz            | Stem                                             |
| 2009      | The Suit Life On Deck             | Max Russo       | Crossover: "Wizards On Deck With Hannah Montana" |
| 2012      | Drop Dead Diva                    | Samuel Forman   |                                                  |
| 2012      | Law & Order: Special Victims Unit | Rob Fisher      |                                                  |
| 2013      | The Wizards Return: Alex vs. Alex | Max Russo       | Tv Special                                       |
| 2013-2015 | The Fosters                       | Jesus Foster    |                                                  |